# Hygrochroma paulinaria
Hygrochroma paulinaria är en fjärilsart som beskrevs av Charles Oberthür 1911. Hygrochroma paulinaria ingår i släktet Hygrochroma och familjen mätare. Inga underarter finns listade i Catalogue of Life.